# Palliolum tigerinum
Genre
Synonymes
- Camptonectes tigrinus (O. F. Müller, 1776)[1]
- Pecten armoricanus Chenu, 1843[1]
- Pecten laevis Pennant, 1777[1]
- Pecten obsoletus Pennant, 1777[1]
- Pecten parvus da Costa, 1778[1]
- Pecten tigerinus var. costata Jeffreys, 1864[1]
- Pecten tigerinus O. F. Müller, 1776[1]
- Pecten tigrinus Reeve, 1853[1]
- Pecten triradiatus O. F. Müller, 1776[1]

Palliolum tigerinum est une espèce de mollusques bivalves de la famille des Pectinidae. 